# Alan Marshall
Alan Peter Marshall, född 12 augusti 1938 i London, är en brittisk filmproducent.

## Biografi
Marshalls filmografi som producent inbegriper bland annat filmer som Midnight Express (1978), Fame (1980), Jacobs inferno (1990) och Basic Instinct – iskallt begär (1992).
Marshall hade under många år ett nära samarbete med den brittiske filmregissören Alan Parker.